# Cephalops molokaiensis
Cephalops molokaiensis är en tvåvingeart som beskrevs av Grimshaw 1901. Cephalops molokaiensis ingår i släktet Cephalops och familjen ögonflugor.
Artens utbredningsområde är Hawaii. Inga underarter finns listade i Catalogue of Life.